# Cnemaspis goaensis
Cnemaspis goaensis är en ödleart som beskrevs av  Sharma 1976. Cnemaspis goaensis ingår i släktet Cnemaspis och familjen geckoödlor. Inga underarter finns listade i Catalogue of Life.